# Teresa de Lleó
Teresa de Lleó, infanta de Lleó i reina consort de Navarra (943-970).
Filla de Ramir II de Lleó i la seva primera esposa Adossenda Gutiérrez, i germana dels reis de Lleó Ordoni III i Sanç I.
Es casà vers el 943 amb Garcia II Sanxes I de Navarra, vidu de la seva primera muller Andregot Galindes. D'aquesta unió nasqueren:
- l'infant Ramir de Viguera (? -981), primer rei del Regne de Viguera
- la infanta Urraca de Navarra (?-1041), casada vers el 960 amb el comte de Castella Ferran González i vers el 972 amb Guillem I de Gascunya